# 코코스

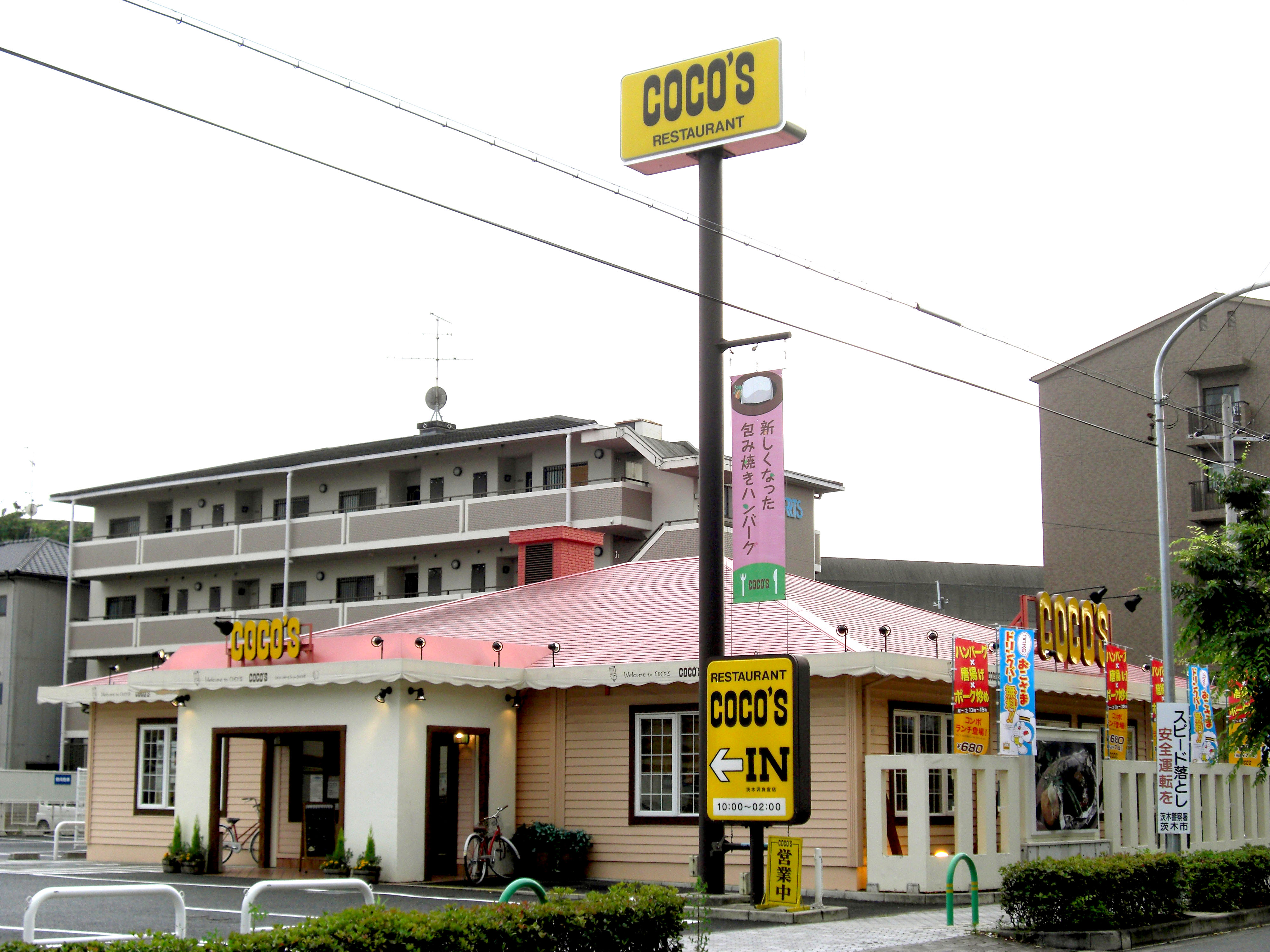
코코스 레스토랑

코코스(COCO'S, ココス 코코스[*])는 일본의 패밀리 레스토랑 브랜드이다. 1978년에 회사가 처음 설립되었으며, 이후 1980년에 미국의 코코스 베이커리 레스토랑의 이름을 도입하여 처음으로 매장을 개설하였다. 현재 일본 내에서 500여개의 매장을 운영하고 있다.
대한민국에서는 1988년에 미도파를 통해서 대한민국 최초의 패밀리 레스토랑으로 도입되었으나, 2004년에 경영난으로 인하여 철수하였다.